# Tandsnäckor
Tandsnäckor (Scaphopoda) är en klass i stammen blötdjur.
Idag finns ungefär 500 arter av denna djurgrupp på jorden. De lever i bottensedimentet på havsbottnar, så djupt ner som till 7 000 meter under havsytan. 900 andra arter är beskrivna efter fossil, men för en del av dessa arter råder det oklarhet om huruvida de verkligen tillhör denna klass. Enligt omstridda uppgifter härstammar de första tandsnäckorna från tidsepoken devon. De första fossilen som med säkerhet tillhör denna klass härstammar från tidsepoken trias. Ofta förväxlas fossila tandsnäckor med långsträckta musslor, taggar av sjöborrar eller andra maskliknande arter.

## Kännetecken
Djuret är omsluten av ett långsträckt skal, som består av aragonit och är uppbyggd i tre skikt. Till formen liknar skalet ett rör. Skalet är öppet i båda ändar, men endast en av dessa öppningar förstoras allt eftersom djuret och därmed även skalet växer. I den breda öppningen finns djurets muskulösa fot. Det saknar ett särskilt huvud och även ögon, men har en munhåla med trådliknande bihang som hjälper det att hitta föda. Födan består huvudsakligen av encelliga organismer.

## Levnadssätt
Oftast är tandsnäckor nergrävda i bottensedimentet med bara den översta delen av skalet synligt. I klassen tandsnäckor finns bara arter med skilda kön. Befruktningen av äggen sker i öppet vatten.